# NGC 6861F
NGC 6861F је спирална галаксија у сазвежђу Телескоп која се налази на NGC листи објеката дубоког неба.
Деклинација објекта је - 48° 16' 32" а ректасцензија 20h 11m 11,7s. Привидна величина (магнитуда) објекта NGC 6861 износи 14,7 а фотографска магнитуда 15,3. NGC 6861F је још познат и под ознакама ESO 233-43, PGC 64219.